# Gare de Colmar-Saint-Joseph
Gare de Colmar-Saint-Joseph – przystanek kolejowy w miejscowości Colmar, w departamencie Górny Ren, w regionie Grand Est, we Francji. Jest zarządzany przez SNCF i obsługiwany przez pociągi TER Grand Est.

## Położenie
Znajduje się na linii Colmar – Metzeral, na km 0,751 między stacjami Colmar i Colmar-Mésanges, na wysokości 199 m n.p.m.

## Linie kolejowe
- Linia Colmar – Metzeral